# Cecilia Vignolo
Cecilia Vignolo   (Montevideo, 5 de setembre de 1971) és una artista visual, docent i comunicadora uruguaiana.

## Biografia
Actualment treballa en l'àrea de comunicació del Museu Nacional d'Arts Visuals de l'Uruguai. Des de l'any 1991 ha realitzat diverses mostres com artística visual, tant a nivell individual com col·lectiu, i ha obtingut una sèrie de premis i distincions.

## Mostres individuals
- 1995 - De las Américas, Teatroe Macció, San José.
- 1996 - De los vientres de las más, (ambientació sonora: Daniel Maggiolo), Cabildo y Archivo Histórico, Montevideo.[5]
- 1998 - La exterioridad de la interioridad del cuerpo humano, Sala Vaz Ferreira, Montevideo.
- 1998 - Hay Corazón, La Creperie, Montevideo.
- 2002 - Respaldos, Col·lecció Engelman Ost, Montevideo.[6]
- 2002 - Yo soy, Museu de la Rajola, Montevideo.
- 2005 - Funciona, Carlson Tower Gallery, North Park University, Chicago, EEUU, itinerant en Unió Llatina, Palacu Lapido, Montevideo.[7]
- 2005 - Abrazario, Facultat d'Arquitectura, novembre, Montevideo.[8]
- 2006 - Hay algo más que quiera decir, Sala Direcció Nacional de Cultura, Ministerio d'Educación i Cultura de l'Uruguay (MEC), Montevideo.
- 2009 - El reverso del paisaje, Museu Juan Manuel Blanes, Montevideo.

## Premis
- 1977 - Primer Premi, Concurs de Pintura del Garden Club de Punta del Este.
- 1984 - Primer Premi, Concurs escolar del Ministeri de Salud Pública, col·lectiu.
- 1992 - Premi Revelació, «Paul Cézanne» Museu d'Artes Visuals (MNAV), Montevideo.
- 1995 - Primer Premi, Premi United, Museu Americà, Maldonado.
- 1995 - Menció d'Honor, «Saló Municipal», a Instalación, Montevideo.
- 1997 - Menció d'Honor, Primera Biennal de l'Objete Artesanal, Montevideo.
- 1999 - Premi Menors de Trenta Anys, Saló Municipal, Montevideo.
- 2001 - Premi Especial, 49è Saló Nacional d'Arts Visuals, «Saló de Bellesa», Montevideo.[9]
- 2001 - Primer Premi, Saló Municipal, instal·lació col·lectiva «Imaginari Montevideo», Montevideo.
- 2002 - Menció d'Honor, Saló Municipal, instal·lació «ser / estar», Montevideo.
- 2007 - Premi Nacional María Freire, Primer Premi «Eduardo Víctor Haedo».[10]
- 2007 - Premi Paul Cézanne, Segon Premi, Montevideo.[11]
- 2013 - Premi Fundació Unió, X Biennal de Salto, Salto, Uruguai.[12]